# Dateibetrachter
Ein Dateibetrachter (englisch file viewer) ist eine Software zum Darstellen von als Datei abgelegten digitalen Daten. In der Regel arbeitet der Betrachter nur im Lesezugriff. Damit unterscheidet er sich von seinem Gegenstück, dem Editor.
Neben reinen Betrachtungsprogrammen, die ausschließlich im Lese-Zugriff arbeiten, gibt es auch Programme, die so erweitert wurden, dass auch eingeschränkte Möglichkeiten der Veränderung bestehen. Das können zum Beispiel bei Betrachtern für CAD-Zeichnungen die Rotstiftfunktion, mit der Ergänzungen oder Notizen zur Ursprungsdatei mit abgespeichert werden, oder auch eine Tagging-Funktion sein. Reine Betrachter werden in der Regel auch für den kommerziellen Einsatz kostenlos zur Verfügung gestellt. Diese Anwendungen sind gegenüber entsprechenden Vollversionen typischerweise viel schlanker und sparen dadurch nicht nur Speicherplatz, sondern weisen zumeist auch wesentlich kürzere Ladezeiten auf.
Je nach Offenlegung und Lizenzbedingungen des Dateiformates existieren teilweise nur Betrachter des originalen Softwareherstellers, teilweise aber auch von kommerziellen Fremdherstellern oder offene Anwendungen der Entwicklergemeinde.
Programme, die speziell auf Bilddateien ausgelegt sind, nennt man auch Bildbetrachter.
Eine spezielle Untergruppe sind die 3D-Betrachter, womit man 3D-Modelle im Raum drehen und somit von allen Seiten betrachten kann.
Eine andere Gruppe stellen die Dokumentbetrachter dar.

## Beispiele für Dateibetrachter
- für verschiedene Bilddateiformate siehe Bildbetrachter
- für verschiedene CAD-Dateiformate
 3D_Analyzer, 3DViewStation, Spinfire, 3D-Tool
  - für AutoCAD-Dateien
DWG TrueView, Autodesk AutoCAD 360 und Teigha Viewer
- für Plot-Dateien in Formaten wie PCL oder HPGL
SwiftView oder VcView
- für Textdateien
more, less, xless, vim -R (vermeidet unbeabsichtigtes Schreiben) – neben Texteditoren
- für Dokumentenformate
  - für PDF-Dateien siehe Liste von PDF-Software
  - für PostScript-Dateien
Evince oder Ghostview
  - für DVI (TeX)
 xdvi und yap, außerdem universelle Betrachter in Linux-Desktopumgebungen, siehe DVI-Betrachter
- WordPad stellt verschiedene Dokumentdateien dar, ähnlich wie Visioo Writer für OpenDocument- und OpenOffice.org-Dateien
- Büroanwendungen (soweit Formate anderer Hersteller importiert werden können; Tabellenkalkulation eingeschlossen)

Teilweise enthalten diese exemplarisch aufgezählten populären Betrachter bereits Notizfunktionen bzw. können Kommentare oder Markierungen hinzufügen. Je nach Übergabeparameter oder Zugriffsrechten beschränken sich auch diese auf die reine Dateibetrachtung.